# مسجد الخير (سنغافورة)
مسجد الخير هو مسجد يقع في سنغافورة، تأسس المسجد في ستينيات القرن العشرين، يقع المبنى الأصلي للمسجد على قمة تل وتحيط به مزارع الخضار على طول طريق تشوا تشو كانغ، أتم بناء المسجد من خلال جهد مشترك بين المجتمع المسلم المقيم في تلك المنطقة وزير الخارجية الأسبق الدكتور الحاج يعقوب محمد، في الأصل كان يطلق على المسجد اسم المسجد الجامع، لكن أعيدت تسميته لاحقا أصبح اسمه بشكل رسمي مسجد الخير في عام 1963 .

## التحديث
وفي عام 1995 تم نقل وإعادة بناء مسجد الخير في المبنى المهيب الذي أصبح معلما لمدخل تيك وهي الهلال اليوم، كان المبنى الجديد الذي أنجز في عام 1997 أول مسجد يتم بناؤه في المرحلة الثالثة من برنامج صندوق بناء المساجد، ويعد المسجد السابع عشر الذي بني منذ بدء البرنامج في عام 1975، المسجد لديه القدرة على استيعاب ما مجموعة خوالي 3300 مصلي في وقت واحد.

## وصلات خارجية
- الموقع الرسمي لمسجد الخير
- موقع مسجد الخير على الخريطة
- التجوال الافتراضي في مسجد الخير